# منتخب بالاو لكرة القدم
منتخب بالاو لكرة القدم وهو المنتخب الوطني في بالاو ويديره اتحاد بالاو لكرة القدم. وهو لا يمكنه ان يشارك في بطولات الفيفا لان اتحاد بالاو ليس منضم لها. لم يسبق له ان تأهل إلى كأس أوقيانوسيا للأمم.